# Erik Kockum
Erik Frans Henriksson Kockum, född 7 augusti 1889 i Malmö, död 9 november 1960 i Svanevik, Ronneby församling, var en svensk industriman.
Erik Kockum var son till Frans Henrik Kockum den yngre. Efter mogenhetsexamen i Malmö 1908 och avgångsexamen från Bergshögskolan 1914 företog han under två år studieresor i Tyskland och USA. Kockum anställdes efter återkomsten till Sverige som ingenjör vid Kallinge järnverk i Blekinge som direktörsassistent vid Kockums Jernverks AB som drev Kallingeverket och emaljerverket i Ronneby. Kockum var VD i Kockums förvaltnings AB 1920–1925 och från 1925 VD för Kockums Jernverks AB. Han var styrelseledamot i dessa båda bolag, i Kockums Mekaniska Verkstads AB och i Järnbruksförbundet samt var från 1942 fullmäktig i Jernkontoret. Han var dessutom ordförande i skogsvårdsstyrelsen för Blekinge län från 1935 och ledamot i styrelsen för diverse industriföretag och kommunala institutioner i Ronneby, där han var stadsfullmäktig från 1931. Erik Kockum är begravd på Bredåkra kyrkogård.